# Tettigometra costulata
Tettigometra costulata är en insektsart som beskrevs av Franz Xaver Fieber 1865. Tettigometra costulata ingår i släktet Tettigometra och familjen Tettigometridae. Inga underarter finns listade i Catalogue of Life.